# Повесть о стране Вятской

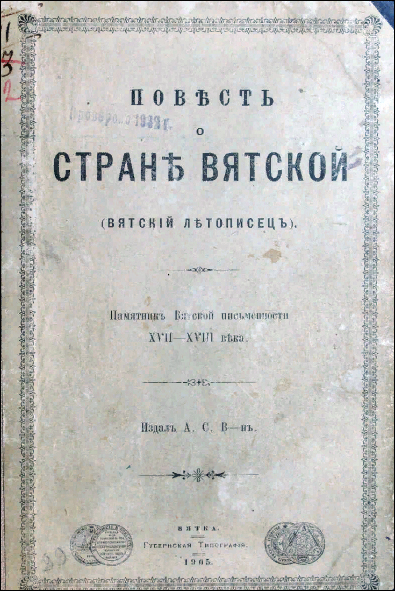
«Повесть о стране вятской». Вятка, 1905

По́весть о стране́ Вя́тской (Летописецъ о стране Вяцкой) — памятник русской исторической литературы начала XVIII века, впервые опубликованный в Вятке местным историком А. С. Верещагиным в 1905 году. Описывает создание первых русских городов на Вятке и историю Вятской земли до середины XVI века. Существует в нескольких списках. «Повесть о стране Вятской» — едва ли не единственный источник, описывающий историю Вятской земли до XV века, поэтому объективность её данных всегда являлась предметом критики исследователей.
Повествование является компиляцией целого ряда источников: книжной легенды о «Холопьем городке», местных церковных преданий, наблюдений за остатками археологических памятников, народных преданий о новгородцах местного русского населения и слободских удмуртов. В основе дат «Повести», вероятно, лежат данные какой-то старой местной летописи.

## Содержание
«Повесть» начинается с легенды о происхождении славян. Далее рассказывается о зарождении древнерусской государственности, причём Киев не упоминается вообще — центральное место во всём произведении занимает Новгород и новгородцы. Даются некоторые описательные и исторические данные о Новгороде. В центре повести — сюжет о переселении новгородцев на Каму (1174), заимствованный из книжной легенды о «Холопьем городке». С Камы новгородцы переходят на Вятку, где сталкиваются с местным населением («чудью отяками») и основывают первые русские города на Вятке — Никулицын и Котельнич (1181). Далее говорится об основании главного города на Вятке — Хлынова, о набегах местного населения и татаро-монгол. Рассказывается о зарождении местных вятских крестных ходов и о начале почитания Великорецкой иконы Николая Чудотворца. Далее идут погодные записи о важных событиях, завершающиеся взятием Вятки войсками московского великого князя Ивана III и взятием Казани войсками Ивана IV Грозного.